# Maybrit Nielsen
Maybrit Nielsen (født 30. november 1968) er en tidligere håndboldspiller fra Danmark. Hun var stregspiller og en del af de danske landshold, der vandt VM 1997.

## Karriere
Maybrit Nielsen spillede for FIF (1990-1992, 1994-1998), Ajax (1998-1999), ZVH Wiener Neustadt (1999-2000) og Virum-Sorgenfri (2000-2001) og nåede 39 kampe og 45 mål på landsholdet.
Efter den aktive karriere var hun håndboldtræner, først i Albertslund IF, og senere i sin gamle klub, FIF.

## Privat
Hun er uddannet pædagog på Katrinedals skole i Vanløse, og har arbejdet med familieintegration.